# Osůvky
Osůvky (německy Osuwka) jsou část města Třinec v okrese Frýdek-Místek. Nachází se na severovýchodě Třince. V roce 2009 zde bylo evidováno 121 adres. V roce 2001 zde trvale žilo 425 obyvatel.
Osůvky leží v katastrálním území Český Puncov o rozloze 2,46 km2. Jedná se o pětinu území původní vesnice Puncov, která se po rozdělení Těšínska ocitla na české straně, zbytek tvoří samostatnou vesnici v Polsku.